# Kościół ormiański w Żwańcu
Kościół ormiański pw. Niepokalanego Poczęcia NMP – zabytkowa świątynia chrześcijańska wybudowana w Żwańcu około roku 1740 w miejsce starszej świątyni.

## Historia
Zgodnie z ustaleniami pokoju karłowickiego z 1699 roku, na mocy którego Podole powróciło do Rzeczypospolitej, w mieście osiedlili się Ormianie, przybyli z pobliskiego Chocimia, który znajdował się pod tureckim zwierzchnictwem. Świątynia została wybudowana z fundacji Wawrzyńca Lanckorońskiego (zm. 1751), rotmistrza chorągwi pancernej, starosty stopnickiego. Obiekt został przebudowany w latach 1782-1786 i w nadanej wówczas formie przetrwał do czasów współczesnych. W roku 1791 sanktuarium konsekrował Jakub Walerian Tumanowicz, arcybiskup metropolita lwowski obrządku ormiańskiego. W pierwszej połowie XIX w. Stanisław Delfin Komar (zm. 1832), marszałek guberni podolskiej zarządzał i był właścicielem m.in. dóbr Żwaniec. W czasach stalinowskich świątynia została odebrana wiernym i przeznaczona na warsztat mechaniczny obsługujący kołchoz w Żwańcu. Częściowo odnowioną świątynię w lipcu 1994 roku konsekrował biskup Jan Olszański, ordynariusz podolski. Obecnie kościołem opiekują się oo. paulini z Kamieńca Podolskiego.

## Architektura, obraz
Świątynia jest budowlą jednonawową z płytkim pseudotranseptem. Do kościoła prowadzi ozdobny portal wejściowy z dwoma kolumnami, które wspierają kartusz z Zadorą - herbem Lanckorońskich poniżej płaskorzeźba przedstawiająca baranka bożego a powyżej, nad oknem, dwa herby donatorów świątyni: po lewej Korczak Komarów a po prawej Dołęga Mostowskich. We wnętrzu, nakrytym sklepieniami kolebkowymi z lunetami, wyróżniają się dekoracyjne pilastry ścienne. W przedsionku świątyni ocalała płyta nagrobna z napisem: Oto kamień nagrobny / Pana Jakuba z /miejscowości / Bysta / Z roku Chańb Szaha / Zwanego synem Nazara / Przeszedł do wieczności w roku / Tysiąc dwieście piątym / (1756) / Dwudziestego trzeciego kwietnia / Przechodniu wspomnij jego duszę. Obiekt otoczony jest murem obronnym ze strzelnicami, w którym zachowały się dwie bramy, jak również wtórnie wmurowane fragmenty płyt nagrobnych. W kościele znajdował się przywieziony z Zamościa obraz przedstawiający św. Kajetana, słynący cudami.